# 一葉恋歌
「一葉恋歌」（いちようこいうた）は、2004年9月23日に発売された石川さゆりのシングル。明治時代の女流作家である樋口一葉を題材としている。

## 概要
樋口一葉の晩年の最後の数年間と、一葉の恋愛を題材とした楽曲である。一葉の悲恋、死後も恋人を慕う情念が主題とされている。実在の人物を題材とした作品は、石川にとって初めての経験であり、石川は発売前日にヒット祈願として、一葉が幼少時を過ごした土地である東京都文京区の、最晩年の小説『ゆく雲』にも登場する法真寺を訪れた。
作詞家の吉岡治は、このシングル発売の数年前から、一葉を題材とする構想を抱いていたものの、一葉の作品には、男性に言い寄られたと綴られた日記や、遊郭の描写など、赤裸々な側面もあると考えていた。しかし、「『天城越え』など俗で露骨な歌詞でも彼女が歌えば上品に聞こえる」と考えられたことから、石川のために詞を書き、先述の日記や遊郭についての言葉も敢えて、詞の中に盛り込まれた。一葉の終焉の地である丸山福山町（東京都文京区）の名も、1番から3番まで歌詞に登場している。
2004年には、一葉が五千円紙幣に採用されることを記念して、日本各地では様々な企画が計画されており、東京都文京区では、一葉の歌を歌った石川が「一葉特使」に任命された。石川が「一葉恋歌」を歌うイベントも、文京区で頻繁に開催された。同2004年には第37回日本作詩大賞で優秀賞を受賞、同年の第55回NHK紅白歌合戦でも歌われた。
2012年（平成24年）10月には、石川の歌手生活40周年の記念公演として、一葉を題材として開催された歌芝居（歌と芝居を融合させた音楽会）『石川さゆり音楽会 感じるままに 歌芝居「一葉の恋」』でも披露された。
一方で、この曲では小説家としての一葉の姿が捨て去られ、悲恋のヒロインとしてのみ描かれていることから、一葉の悲恋を題材としたテレビドラマ『樋口一葉物語』と同様に、本来の一葉の人物像からは乖離しているとも意見されている。

## 収録曲
1. 一葉恋歌（4分55秒）
作詞：吉岡治、作曲：弦哲也、編曲：若草恵
2. 一葉恋歌（オリジナル・カラオケ）
3. 一葉恋歌（一般用メロ入りカラオケ）
4. でくのぼう (3分20秒)
作詞：高田ひろお、作曲：城賀イサム、編曲：竜崎孝路
5. でくのぼう（オリジナル・カラオケ）